# Katastrophenhilfe
Die Katastrophenhilfe, ein Sonderart der Außenhilfe, zielt darauf ab, den von Naturkatastrophen, Krieg, Epidemien oder anderen Großschadensereignissen betroffenen Menschen in anderen Staaten das kurz- und mittelfristige Überleben zu ermöglichen. Unterschieden wird hier in der Politik der Bundesrepublik Deutschland zwischen der humanitären Soforthilfe in Form von beispielsweise Nahrungsmittelhilfe, und der humanitären Nothilfe in Form von mittelfristigen Projekten mit einer Laufzeit zwischen sechs Monaten und drei Jahren, die die Basis für eine sich selbst tragende Entwicklung legen sollen. Längerfristige Hilfe wird als (Wiederaufbaus-) Entwicklungshilfe geleistet, die als Hilfe zur Selbsthilfe dienen soll. Die Übergänge zwischen den einzelnen Maßnahmen – Soforthilfe, Nothilfe und längerfristig angelegter Entwicklungshilfe – sind fließend und gehen im Idealfall ineinander über.
Die größten international tätigen Organisation, die Katastrophenhilfe leisten, sind das IKRK und die UNO (insbesondere der UN-Nothilfekoordinator und das Welternährungsprogramm WEP). Nationale beziehungsweise internationale Koordination hinsichtlich militärischer und ziviler Strukturen bei Katastrophenhilfe betreibt außerdem das Internationale Komitee vom Blauen Schild (Association of the National Committees of the Blue Shield, ANCBS).
In Deutschland haben sich verschiedene Hilfsorganisationen zu einem Bündnis zusammengeschlossen, dass im Katastrophenfall aktiv wird. So ist das Bündnis Aktion Deutschland Hilft durch die Präsenz seiner Mitgliedsorganisationen vor Ort in der Lage, schnell in Notfällen zu helfen. Eine international zertifizierte Fortbildung für Laienhelfer im Katastrophenfall ist der Mental Health Facilitator des National Board for Certified Counselors.

## Hilfsbereitschaft bei Naturkatastrophen
Naturkatastrophen (z. B. Erdbeben) wecken laut einigen Experimenten eine größere Hilfsbereitschaft als Katastrophen anthropogenen Ursprungs (z. B. Krieg). Ursache ist laut Psychologen die Auffassung, die Opfer von Naturkatastrophen seien weniger verantwortlich für ihren Opferstatus als die Opfer von Katastrophen anthropogenen Ursprungs. Diese Annahme ist in der Realität jedoch selten korrekt.

## Prioritäten bei der Katastrophenhilfe
Häufiger kommt es zwischen den Hilfsorganisationen oder auch zwischen Empfänger- und Geberländern zu Kontroversen hinsichtlich der bei der Katastrophenhilfe zu setzenden Prioritäten. Dabei geht es auch um die Durchsetzung politischer Ziele mittels hilfsähnlicher Tätigkeiten.
Die Kooperation von Nichtregierungsorganisationen (NGOs), Regierungen und Militär ist in vielen Fällen unzureichend. Selbst im Einsatzführungskommando der Bundeswehr in Potsdam wird skeptisch bis kritisch über die Kooperation von Militär und zivilen Organisationen mit ihren je eigenen Prioritäten geurteilt, durch die es z. B. zur Verschwendung von Ressourcen komme. Die Zusammenarbeit der Bundeswehr mit NGOs sei so kurzfristig angelegt, so dass es oft nur zu „oberflächlichen Kontakten und einem misstrauischen Nebeneinander“ komme.

### Erdbeben in Haiti 2010
So lagen im Falle des Erdbebens vom 12. Januar 2010 in Haiti Schwerpunkte der US-Hilfsaktivitäten auf dem Ausbau der (auch militärisch nutzbaren) Kommunikationsinfrastruktur und dem Management of Violence (Samuel P. Huntington), also auf der Bekämpfung drohender Plünderungen und Bandenkriminalität, durch Einfliegen von Militär. Ärzte ohne Grenzen kritisierten die militärische Priorisierungsliste, da ihnen die Hilfsgüter ausgingen. Die französische Regierung wiederum kritisierte die Abweisung ihrer Transportflugzeuge mit einem Feldspital und anderem humanitärem Frachtgut auf dem US-amerikanisch kontrollierten Flughafen Port-au-Prince. Das US-Militär sorgte auf dem Flugplatz für Ordnung und Sicherheit, ordnete sich selbst jedoch auch die höchste Priorität zu. Viele Versorgungsgüter mussten mit dem Fallschirm abgeworfen werden und verfehlten ihr Ziel.